# HD 28185 b
HD 28185 b es un planeta extrasolar aproximadamente a 138 años luz de la Tierra en la constelación de Eridanus. El planeta fue descubierto en órbita alrededor de la estrella HD 28185 como el Sol. en abril de 2001 como parte de la encuesta CORALIE para el sur de planetas extrasolares y su existencia fue confirmada de manera independiente por el Magallanes Planet Search Survey en 2008. HD 28185 b orbita su estrella en una trayectoria circular que está en el borde interior de la zona habitable de su estrella.